# Bradypodion pumilum
Bradypodion pumilum é uma espécie de camaleão pertencente ao gênero Bradypodion. É nativo da África do Sul e costuma crescer até 15 centímetros de comprimento apenas, incluindo a cauda. Esses animais são ovovivíparos, vivem nas árvores e possuem uma cauda preênsil. Como todos os camaleões, alimentam-se de insetos que capturam com sua longa língua.